# Charles-Louis-Marie-Eugène Harlé d'Ophove
Pour les articles homonymes, voir Harlé.
Charles-Louis-Marie-Eugène Harlé d'Ophove de Bellevue (4 février 1790, Ardres - 7 février 1865, Longchamps) est un financier et homme politique français.

## Biographie
Fils de Jean-Marie Harlé d'Ophove, sieur de Bellevue, et de Marie-Louise-Eugénie Parent de Grosmont, il est le beau-frère d'Antoine-Narcisse Lafond. Il se préparait à l'École polytechnique, à Paris, quand son père le rappela à Arras pour le mettre au courant de l'administration financière ; en 1812, il lui abandonna sa charge de receveur général du Pas-de-Calais. Harlé d'Ophove remplit ces fonctions avec assez d'autorité, pour en 1816, à 26 ans, faire partie du comité des receveurs constitué à Paris par Louis XVIII pour remédier au désarroi dans lequel était tombé le crédit public. 
Désapprouvant les tendances du ministère de M. de Villèle, il donna sa démission en 1824, et fut, en 1828, l'un des quatre fondateurs du Propagateur du Pas-de-Calais, organe libéral. Cette conduite lui valut d'être successivement élu député dans le 3e arrondissement électoral du Pas-de-Calais, le 23 juin 1830, le 5 juillet 1831, le 21 juin 1834, le 4 novembre 1837, le 2 mars 1839 et le 9 juillet 1842 ; dans ces diverses législatures, il fit partie du comité des finances et des chemins de fer et proposa une loi sur la négociation des effets publics. Ministériel dévoué, il vota l'indemnité Pritchard, et fut nommé pair de France le 12 juillet 1846. Les travaux législatifs ne l'empêchèrent point de s'occuper aussi d'agriculture; il obtint, en 1837 et 1838, de hautes récompenses de la Société d'agriculture du Pas-de-Calais ; il était membre de la Société de secours mutuels d'Arras. 

## Vie familiale
Il avait épousé, en 1822, Mlle Wartelle d'Herlincourt, fille du baron d'Herlincourt, d'où :
- Joséphine ;
- Charles, conseiller général de l'Oise, marié à Jeanne Davène de Roberval ;
- Marie-Pauline, épouse d'Emmanuel Parent du Châtelet, avocat et conseiller référendaire à la cour des comptes, fils d'Alexandre Parent du Châtelet ;
- Eugène, marié à Gabrielle Esquirou de Parieu, fille de Félix Esquirou de Parieu.

## Sources
- « Charles-Louis-Marie-Eugène Harlé d'Ophove », dans Adolphe Robert et Gaston Cougny, Dictionnaire des parlementaires français, Edgar Bourloton, 1889-1891 [détail de l’édition]